# Vidrio de sulfuro de galio y lantano
El vidrio de sulfuro de galio y lantano es el nombre de una familia de vidrios de calcogenuro, denominados vidrios de sulfuro de galio y lantano (Ga-La-S). Son mezclas de La2S3, La2O3 y Ga2S3, que forman el vidrio básico con otros modificadores del vidrio añadidos según sea necesario. Los vidrios de sulfuro de galio-lantano tienen una amplia gama de formación vítrea centrada en torno a una mezcla 70% Ga2S3 : 30% La2O3, y aceptan fácilmente otros materiales modificadores en su estructura.Esto significa que la composición del Ga-La-S puede ajustarse para dar una amplia variedad de propiedades ópticas y físicas.

## Historia y propiedades físicas
La capacidad de formación de vidrio del sulfuro de galio (III) y del sulfuro de lantano fue descubierta en 1976 por Loireau-Lozac'h, Guittard y Flahut.
Ópticamente, el Ga-La-S tiene un alto índice de refracción, una ventana de transmisión que cubre la mayor parte de las longitudes de onda visibles y se extiende hasta unos 10 µm y una energía máxima de fonones baja, de aproximadamente 450 cm-1.
Desde el punto de vista térmico, el índice de refracción de los vidrios Ga-La-S presenta una fuerte dependencia de la temperatura y una baja conductividad térmica, lo que se traduce en una fuerte lente térmica. Sin embargo, la elevada temperatura de transición vítrea del Ga-La-S lo hace resistente a los daños térmicos, tiene una buena durabilidad química y, a diferencia de muchos calcogenuros basados en el arsénico, sus componentes vítreos no son tóxicos.
Una clara ventaja sobre otros calcogenuros es su alto contenido en lantano, que permite una excelente solubilidad de las tierras raras y la dispersión de los iones en la matriz de vidrio para dispositivos activos.El Ga-La-S puede existir tanto en fase vítrea como cristalina, en fase vítrea, es un semiconductor con un bandgap de 2,6 eV correspondiente a una longitud de onda de 475 nm; en consecuencia, el vidrio de Ga-La-S adquiere un color naranja intenso. Como ocurre con todos los calcogenuros, la fase de la masa viene determinada por dos factores clave: la composición del material y la velocidad a la que se enfría el material fundido. Estas variables pueden controlarse para manipular la fase final del material.

## Química

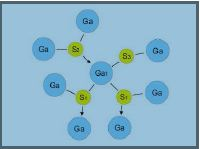
Figura 2. La red cristalina covalente del Ga_{2}S_{3}.

La estructura del vidrio Ga-La-S consiste en enlaces Ga-S, con una longitud de 0,226 nm, y enlaces La-S de longitud 0,293 nm. Se ha informado de que las longitudes de los enlaces Ga-S en el estado vítreo son idénticas a las del estado cristalino. Por lo tanto, sólo es necesario cambiar los ángulos de enlace y, así, se plantea la hipótesis de que el Ga-La-S tiene el potencial de ser un material de memoria de cambio de fase de conmutación rápida.
En el cristal de Ga2S3 que se muestra en la figura 2, se observa que dos de los tres átomos de azufre (S1 y S2) están unidos a tres átomos de galio. Estos átomos de azufre tienen dos enlaces covalentes normales con dos de los átomos de galio. El tercer enlace Ga-S es dativo o covalente coordinado (uno de los átomos proporciona ambos electrones). El tercer átomo de azufre, S3, está unido a sólo dos átomos de galio y se cree que es un átomo puente. El número medio de coordinación del azufre es superior a dos; los vidrios de sulfuro suelen tener números de coordinación inferiores a dos. Experimentalmente, no se ha observado Ga2S3 en estado vítreo. Sin embargo, existe una unidad GaS4 dentro del cristal de Ga-S que se ha observado como el formador del vidrio. El enlace La-S es iónico y es probable que sea un modificador de la red. Añadiendo un sulfuro iónico al cristal, como La2S3, es posible modificar el Ga2S3 cristalino en una estructura vítrea.
De todos los sulfuros de tierras raras, el lantano es el que da la mayor variedad de compuestos vítreos. El efecto de añadir un modificador iónico de sulfuro como una molécula de La2S3 al cristal es romper uno de los enlaces dativos Ga-S y sustituirlo por un anión S2-. Este anión une el átomo de galio de forma que su entorno tetraédrico no se altera, pero lo que era un átomo de S tricoordinado se convierte ahora en un átomo puente dicoordinado. Este proceso crea un vacío negativo que puede rellenarse con un catión La3+. Desde el punto de vista eléctrico, la adición de La2S3 confiere al vidrio un carácter esencialmente iónico.

## Fabricación
Tanto para la aplicación práctica como para el estudio científico de los vidrios de calcogenuros, la pureza del vidrio es de suma importancia. Niveles variables de trazas de impurezas, incluso a niveles de unas pocas partes por millón, pueden alterar el comportamiento espectroscópico de un vidrio. Del mismo modo, las impurezas son una de las principales preocupaciones de los componentes ópticos. Las impurezas en las materias primas y, por tanto, en el vidrio resultante, contribuyen a la pérdida de potencia a través de un componente óptico, ya sea en forma de una larga fibra de vidrio o de una ventana de infrarrojos. Estas impurezas contribuyen a la pérdida óptica a través de la absorción y la dispersión, además de servir como lugares de nucleación para la cristalización.
Aunque hoy en día se dispone de materias primas de gran pureza, con una pureza rutinaria del 99,9999% para muchos metales, incluso este nivel de pureza no suele ser suficiente, sobre todo para las aplicaciones de fibra óptica. Más preocupantes son los compuestos de calcogenuro disponibles en el mercado, como el sulfuro de germanio, el sulfuro de galio o el sulfuro de arsénico. Aunque pueden haberse sintetizado a partir de elementos de gran pureza, el propio proceso de conversión puede introducir fácilmente óxidos, agua o impurezas orgánicas. No es inaudito encontrar, por ejemplo, sulfuro de galio comercial contaminado con un 45% o más de óxido de galio por reacción incompleta de los precursores durante la producción. 
El método convencional para producir vidrios de calcogenuros es la fusión en ampolla sellada. En esta técnica, los materiales precursores del vidrio necesarios se sellan al vacío en una ampolla de sílice, se funden y, a continuación, se enfrían para formar un vidrio dentro de la ampolla. El requisito de la atmósfera sellada viene dictado por la naturaleza volátil de muchos de los precursores que, si se funden en atmósfera abierta, pueden provocar grandes cambios en la composición o la eliminación completa de componentes con bajas presiones de vapor. Este proceso también tiene el efecto de atrapar cualquier impureza en los precursores dentro del vidrio, por lo que la pureza del precursor limita la calidad final del vidrio producido. Además, las impurezas pueden transferirse al vidrio desde las paredes de la ampolla.
El carácter cerrado del proceso permite controlar rigurosamente la calidad. Además de los sistemas abiertos y cerrados para la fusión del vidrio, la deposición química de vapor de calcogenuros se está convirtiendo en un método para producir vidrio de calcogenuros de alta calidad, tanto en forma de película fina como de vidrio a granel. 
Los vidrios de sulfuro de galio y lantano utilizan componentes esencialmente no volátiles La2S3, La2O3 y Ga2S3 para formar el vidrio básico con modificadores del vidrio añadidos según sea necesario. Esto permite fundirlos en una atmósfera abierta, bajo un gas inerte que fluye, normalmente argón. Los lotes de los compuestos se preparan en una sala blanca purgada con nitrógeno, se colocan en un crisol de carbono vítreo y se transfieren a un horno de tubo de sílice en un recipiente sellado. La fusión se realiza normalmente a 1150 °C durante 24 horas.
Los sulfuros de galio fundidos funden los compuestos de lantano y los incorporan a la masa fundida a temperaturas muy inferiores a sus respectivos puntos de fusión. La viscosidad de la masa fundida es lo suficientemente baja, aproximadamente 1 poise, como para permitir una mezcla completa sin necesidad de un horno oscilante, necesario para la fusión en una ampolla. Normalmente, la masa fundida se enfría hasta convertirse en vidrio introduciéndola en una camisa refrigerada por agua. Una ventaja de la fusión en atmósfera abierta es la capacidad de las impurezas volátiles de hervir y ser arrastradas, una ventaja significativa sobre los sistemas sellados. Por ejemplo, no se observa ninguna impureza SH- en los espectros de absorción de los vidrios Ga-La-S, en comparación con cantidades muy significativas en los vidrios de sulfuro fundidos mediante la técnica de la ampolla sellada. 